# Zim (软件)
Zim，是具图形界面的文本编辑器，设计来用于维护本地存储的一些维基页。每一页维基页可以包含简单格式化的文字，到其他维基页的链接，附件，以及图像。也有额外的插件，比如公式编辑器，拼写检查等。维基页按照目录结构存放，文件是纯文本格式，有维基语法格式。
Zim 使用 Python 和 GTK+ 库来写的。它是GPL下的自由软件。

## 功能
所支持的编辑功能：
- 轻量的文本标记
- 星号列表和任务清单
- 链接到其它页面
- 版本控制系统
- 编译笔记为网页

可以使用网盘等同步工具来同步 Zim 的笔记。
Zim 中的一个笔记本对应一个本地文件夹，用户只要同步这些文件夹即可。
每个笔记本中的 .zim 文件夹可以不用同步，不同系统（比如 Windows 和 Ubuntu）下的不同版本的 Zim 软件一般都能适应内容的变化并正常工作。

## 插件
Zim 支持许多插件：
- 公式（利用 LaTeX 和 dvipng）（Windows 下可以利用 TeX Live 来安装 LaTeX 和 dvipng）
- 作图（利用 GNU R 或 Gnuplot）
- 拼写检查（利用 gtkspell）
- 绘制图表（利用 Graphviz）
- 簡易計算機
- 序列圖編輯器
- 表格處理器

## 可用性
许多 GNU/Linux發行版都在他们的软件库里包含了 Zim（2011年数据）。比如 Debian、Ubuntu、ArchLinux 和 Fedora。同样 FreeBSD 和 OpenBSD 也在他们的 ports系统 里包含了 Zim。
Zim 的核心功能依靠 python、gtk 和 python-gtk 模块，所以 Zim 可以被轻易的移植到支持这些模块的平台。例如，Zim 已经被移植到 Microsoft Windows 操作系统。

## 请参阅
- 个人Wiki
- 维基软件列表（英语：List of wiki software）
- 维基软件比较
- 笔记软件比较（英语：Comparison_of_note-taking_software）